# 江ノ島電鉄
江ノ島電鉄株式会社（えのしまでんてつ、英: Enoshima Electric Railway Co., Ltd.）は、神奈川県藤沢市片瀬海岸一丁目8番地に本社、同市片瀬海岸一丁目4番地の江ノ島駅に本店を置く鉄道事業者である。一般には江ノ電（えのでん）と略称される。神奈川県内で鉄道を1路線（江ノ島電鉄線）運営している。小田急電鉄の完全子会社であり、小田急グループに属する。
鉄道事業、一般旅客自動車運送事業の管理の受託事業（実際の運行業務は関係会社の株式会社江ノ電バスが行っている）のほか、江の島灯台など観光業、ビルなどの賃貸を行う不動産業なども営む。かつては子会社によって百貨店業も営み、藤沢駅には駅ビル形式で「江ノ電百貨店」が入居していたが、1985年からは小田急百貨店に賃貸され、2019年からは「ODAKYU 湘南 GATE」の店名で営業している。
正式社名の「江ノ島電鉄」で呼ばれる例は少なく、一般には「江ノ電」と呼ばれ、自社でも積極的に「江ノ電」と呼称している。

## 歴史
- 1900年（明治33年）
  - 11月25日 江之島電氣鐵道株式会社設立総会[6]。
  - 12月 高座郡藤沢大坂町で、江之島電氣鐵道株式会社設立（現在とは別法人）[6]。
- 1902年（明治35年）9月1日 第一期工事区間の藤沢 - 片瀬（現・江ノ島）間を開業[6][7]。以後順次延伸され、1910年（明治43年）11月4日に第三期工事区間の小町（後の鎌倉、現在廃止）まで開業[6][7]。
- 1911年（明治44年）10月3日 横浜電気株式会社に買収され、「横浜電気株式会社江之島電気鉄道部」の運営となる[6]。
- 1921年（大正10年）5月1日 横浜電気が東京電燈株式会社に買収され、同線の運営も引き継ぐ[6]。
- 1923年（大正12年）9月1日 関東大震災で大きな被害を受ける[7]
- 1926年（大正15年）7月10日 江ノ島電気鉄道株式会社（現・法人）設立[6][8][9]。
  - この会社は大船 - 江ノ島 - 茅ヶ崎間の鉄道敷設を目指して設立されるも、そちらの免許は1930年（昭和5年）に失効。小田急江ノ島線片瀬江ノ島駅の項目も参照のこと。
- 1927年（昭和2年）7月10日 江ノ島電気鉄道が路線バス事業を開始[6]（1929年（昭和4年）に撤退）[9]。
- 1928年（昭和3年）
  - 7月1日 江ノ島電気鉄道が東京電燈江之島線を買収[6][10]。
  - 7月3日 鉄道免許状下付（鎌倉郡川口村片瀬-同郡同村江島間 懸垂）[11]
  - 11月2日 鉄道敷設権（鎌倉郡川口村片瀬-同郡同村江島間 懸垂）を江ノ島懸垂電気鉄道へ譲渡（許可）[12]
- 1931年（昭和6年）
  - 4月15日 開業満30周年祝賀会として花電車の運転、七里ヶ浜での古電車の海上焚上祭、遭難供養塔を建立[7]
  - 10月10日 路線バス事業に再参入。
- 1938年（昭和13年）10月20日 東京横浜電鉄（現在の東急電鉄）の傘下に入る[13]。
- 1944年（昭和19年）
  - 11月 軌道業から地方鉄道業に変更[6]。
  - 11月28日 神奈川中央乗合自動車（現・神奈川中央交通）にすべての路線を譲渡し、路線バス事業から撤退。
- 1947年（昭和22年）3月15日 東急持ち株の大部分が放出され、東急グループを離脱。
- 1949年（昭和24年）
  - 3月1日 鎌倉（旧・小町）駅を国鉄（当時）鎌倉駅構内に移転し、鎌倉駅への乗り入れを開始。
  - 5月12日 東京証券取引所に上場[6]。
  - 6月11日 神奈川中央乗合自動車から路線を譲受し、路線バス事業を再開。
  - 8月1日 江ノ島鎌倉観光株式会社に商号を変更[6]。
- 1950年（昭和25年） 片瀬（現・片瀬海岸）にある本社事務所で火災。この時に創業以来の書類や写真などが焼失し、以来、江ノ島電鉄では古い資料などを持ち合わせない状態となっている。
- 1951年（昭和26年）3月25日 藤沢市営江ノ島熱帯植物園を経営受託、江の島植物園として開園[14][15]。園内に江の島展望灯台（初代平和塔、東急田園都市線 現・二子玉川駅[注釈 2]前にあった二子玉川園〈旧:読売遊園〉のパラシュート塔を移設改修）竣工[16][17]。
  - 5月 江ノ島自動車駐車場営業開始[6]。
- 1952年（昭和27年）8月 不動産業営業開始[6]。
- 1953年（昭和28年）
  - 6月 貸切自動車業開業[6]。
  - 8月1日 小田急電鉄の関連会社となる。
- 1959年（昭和34年）7月23日 江ノ島エスカー営業開始[6]。
- 1962年（昭和37年）7月 段葛に石灯籠を奉献。
- 1963年（昭和38年）10月 上場基準変更により東証第2部[注釈 3]へ指定替え[6]。
- 1964年（昭和39年）
  - 3月 株式会社江ノ電自動車学校を設立（後に事業譲渡、三共自動車学校として現存）[18]。
  - 10月1日 - 江の島植物園（灯台を除く）を藤沢市に返還する[14]。
- 昭和40年代前半頃、モータリゼーションの影響で利用者が低迷し、江ノ島電鉄線の廃線が検討の俎上に[18]。
- 1967年（昭和42年）10月 株式会社江ノ電ツーリスト（後の江ノ電商事株式会社）設立[6]。
- 1969年（昭和44年）11月25日 柳小路駅 - 鵠沼駅間で正面衝突事故が発生。数人が軽傷[19]。
- 1972年（昭和47年）1月 東海建工株式会社（後の江ノ電設備管理株式会社）設立[6]。
- 1974年（昭和49年）5月 江ノ電ビル（賃貸業施設）営業開始[6]。
- 1976年（昭和51年）10月17日 江ノ電が注目されるきっかけになったテレビドラマ「俺たちの朝」が日本テレビ系にて放映開始。また、翌1977年（昭和52年）10月24日に放映されたNHK「新日本紀行」で江ノ電を扱った「湘南・電車通り」は2回再放送される程の大反響を呼ぶ。
- 1978年（昭和53年）
  - 6月30日 東京証券取引所上場廃止[6]。
  - 7月 日本証券業協会店頭取扱銘柄となる[6]。
- 1980年（昭和55年）7月13日 1000形電車が鉄道友の会ブルーリボン賞を受賞。
- 1981年（昭和56年）9月1日 江ノ島電鉄株式会社に商号を変更[5][6]。
- 1985年（昭和60年）8月 本社屋を現在地に竣工[6]。
- 1990年（平成2年） 1989年度の決算報告において、1975年以来の累積赤字が解消されたと発表。
- 1998年（平成10年）
  - 8月12日 江ノ電バス株式会社（後の株式会社江ノ電バス藤沢）設立[6]。以降、バス事業を順次分社。
  - 11月11日 拡張型心筋症を患っていた当時16歳の少年が極楽寺駅近くの極楽寺検車区内で106形108号電車を運転。それに先立って行われた特別列車の運行で運転席に同乗した際には、この日に限り、不測の事態に備えて全ての駅に駅員が配置されたがこれは開業以来初のことだった。この取り組みはボランティア団体「メイク・ア・ウィッシュ・オブ・ジャパン」を通じて実現したが、少年は4日後の15日に死去。
- 2002年（平成14年）10月15日 創業100周年を記念して、サザンオールスターズの『鎌倉物語』と原由子の『あじさいのうた』の歌碑が江ノ島や長谷など6駅で12月29日まで展示。また同時期に藤沢駅と鎌倉駅の発車メロディが『鎌倉物語』になる（「KAMAKURA#収録曲」も参照）。
- 2003年（平成15年）4月28日 江の島展望灯台（のちに「江の島シーキャンドル」と改称）竣工[6]（旧展望灯台は解体撤去）。
- 2005年（平成17年）8月27日 1998年11月11日の実話（上記参照）をドラマ化した『小さな運転士 最後の夢』が日本テレビ系24時間テレビ「愛は地球を救う28」の中で放送され、放送後短期間に江ノ電利用者が増加するまでに反響を呼ぶ。それ以外でも何度かメディアで取り上げられている（映画や『奇跡体験!アンビリバボー』（フジテレビ系）など）。
- 2007年（平成19年）
  - 3月18日 鉄道全線と路線バスの一部でPASMO導入[20]。同時にSuicaも利用可能に[20]。
  - 6月 株式会社江ノ電バス横浜設立[6]。
- 2008年（平成20年）12月22日 1998年11月11日に電車を運転した少年（上記参照）の遺族宛に少年を電車の運転士[21] に命ずる辞令書を手渡して「夢の続きとして扱ってください」と江ノ電が表明し話題となる。
- 2009年（平成21年）10月14日 京福電気鉄道と姉妹提携締結[22][23]。
- 2010年（平成22年）11月4日 全線開通記念日を祝し、鎌倉駅で開通当時の木造車両をイメージした外装のラッピング電車(21F)の運転を開始。
- 2013年（平成25年）
  - 3月23日 IC乗車カード全国相互利用開始で、Kitaca、manaca、TOICA、ICOCA、PiTaPa、nimoca、はやかけん、SUGOCAが利用可能になる。
  - 4月23日 台湾鉄路管理局と観光連携協定を締結、5月1日から台湾・平渓線との共同送客開始[24]（2016年3月で終了）。
- 2014年（平成26年） 土木学会により平成26年度選奨土木遺産に選出[25]。
- 2016年（平成28年）
  - 3月15日 台湾鉄路管理局と友好鉄道協定を締結、5月1日から平渓線とガイドブックの相互配布を開始[26]（2018年3月で終了）。
  - 4月1日　江ノ電商事（株）と江ノ電設備管理（株）を統合し、江ノ電エリアサービス（株）設立。
  - 6月8日 高雄捷運公司と観光連携協定を締結、7月15日からガイドブックの相互配布を開始[27]。
- 2019年（令和元年）10月1日 小田急電鉄の完全子会社となる[2]。
- 2021年（令和3年）
  - 4月1日 OpenStreetのシェアサイクルプラットフォームを活用した「SHONAN PEDAL」サービス開始[28]。
  - 12月31日 普通回数乗車券の発売を終了[29]。

## 鉄道事業

鉄道路線図

沿線には湘南・江の島や、かつて幕府があった鎌倉などの豊富な観光資源と名勝・旧跡が多数存在する。アクセス面でもJRや小田急の有料特急も含めた東京都心からの直通列車を多く抱えるターミナル駅である藤沢駅を始発駅、横須賀線が直通する鎌倉駅を終着駅に持ち非常に良好といえる。さらに江ノ電自体が特徴的で被写体になりやすいところから、テレビドラマやグラビア写真の撮影に利用されることが非常に多く（「江ノ電を題材とした作品」の節を参照）、『SLAM DUNK』などの漫画にも時折登場し、その認知度は日本国内のみならず、日本の代表的な観光鉄道路線として世界的にも知られた存在といえる。特に『SLAM DUNK』に登場した鎌倉高校前駅の踏切は外国人による観光スポットとなっており、踏切付近に鎌倉市の警備員が配置されるなど安全対策が強化されている。一部車両は、ワンマン運転装置を有するものの、2025年現在、ワンマン運転は実施されておらず、全列車に車掌が乗務する。
2010年3月31日初電より全通100周年を記念して、鉄道係員（駅係員・乗務員）の制服を一新した。黒に近い濃紺の上下で、上衣袖部に江ノ電カラー（緑と黄色）のバイピングが入り、襟部にも同様のバイピングが入る、最近の他社局の鉄道係員の制服に共通するものとなっている。これにより、同社の鉄道係員と傍系バス会社係員の制服が完全に分かれた。

### 路線
鉄道路線についての詳細は以下の項目を参照のこと。
- 江ノ島電鉄線：鎌倉駅 - 藤沢駅 営業キロ10.0 km 駅数15 信号場1

後述の併用軌道区間だけでなく、わずか10 kmほどの短い路線でありながら、以下のような多数の特徴的な鉄道風景がある。
- 駅ビル2階にあるドーム型ホームの駅（藤沢駅）
- 近代的な作りの高架区間（藤沢駅 - 石上駅間）
- バラスト敷設式の鉄橋（鵠沼駅 - 湘南海岸公園駅間）
- 半径28 mの急曲線（江ノ島駅 - 腰越駅間・軌道を除き鉄道路線としては日本最急）
- 道路と鉄道線が同一平面を共用するものとしては日本唯一の鉄道道路併用橋（腰越駅付近）。
- 建築限界ぎりぎりにある民家（腰越駅附近）
- 軌道内に向けて門のある民家（元は道路に線路を敷いた軌道線の名残りで線路横断が前提）
- 海岸線を併走する区間（腰越駅 - 稲村ヶ崎駅間）
- 一世紀を越えるレンガ積みのトンネル（極楽寺駅 - 長谷駅間）
- 本線上にある分岐器の多くが発条転轍器であり、交換駅等を出発する列車は自ら割り出して進出して行く（逆に側線は電動式）。また、レールに火を当てる旧式の融雪器（融雪カンテラ）も一部で現役[32]。
- 本線上での増解結作業（通常は、極楽寺駅・江ノ島駅で実施される）
- 改札口における改札鋏の使用（スタンパーを使用していない）
- 硬券の常時取り扱い（入場券のみ）
- ホーム長不足によるドアカット（腰越駅のみ）
- 構内踏切（稲村ヶ崎駅のみ。江ノ電の駅には跨線橋の類は一切無い）
- 列車交換を行うための信号場（峰ヶ原信号場）。
- 急曲線を通過するため、全編成が2両1組の連接車
- 鉄道線ながら路面電車並みの低い平均速度（約22 km/h・表定速度は日中約18 km/h）
- 全駅がバリアフリー（ただし一部は、駅係員勤務時間帯のみ。これはリフト等の操作が必要な駅があるため）
- 併用軌道を擁する鉄道線のため、道路上（江ノ島駅付近歩道上）にも鉄道信号機（江ノ島駅上り場内の遠方信号）が設置してある。

### 軌道（路面電車）か鉄道かについての議論
江ノ電の路線は軌道法制（軌道条例・軌道法）に基づく軌道（路面電車）として開業した。その後、第二次世界大戦下における国防を考慮した国策において1944年11月に地方鉄道法（鉄道事業法の前身となる法令の一つ）による鉄道への変更が許可され、終戦後の1945年11月に実施された。そのため、鉄道事業法第61条（地方鉄道法においては第4条）で併用軌道を原則禁止されている鉄道路線でありながらも、道路上を走る併用区間（4箇所延980 m）を有する。
鉄道としては、やや小振りな車両や江ノ島 - 腰越間などで道路上を走る区間があることにより、現在でもメディアなどでは、「路面電車」として江ノ電が取り上げられることが多い。軌道として開業し、その後戦時体制下の行政簡素化によって準拠法の変更がなされ、全線にわたって鉄道路線となっているという背景から鑑みれば軌道（路面電車）としてそのように捉えるのも強ち間違いではない。行政上は鉄道路線であるためこの区間については、鉄道事業法第61条2項に基づく「鉄道線路の道路への敷設の許可手続を定める政令」による手続きを経て、国土交通省から許可を受けている。よく、この区間を「長大踏切」と記載された文献も見掛けるが、前述のような理由により、「長大踏切」ではない。また同様に、道路上にも道路交通法で定められた標識「踏切あり」が1本も無いことから、同法の上でも踏切ではないことが明白である。
なお、一般道路を自動車と同じ路面で走る鉄道としては、日本で唯一の路線である。また七里ヶ浜付近や稲村ヶ崎付近に見られる、道路片側に専用のバラスト軌道を敷設した区間も併用軌道であり、その特徴として道路と軌道の間はフェンスなどで仕切られていない。

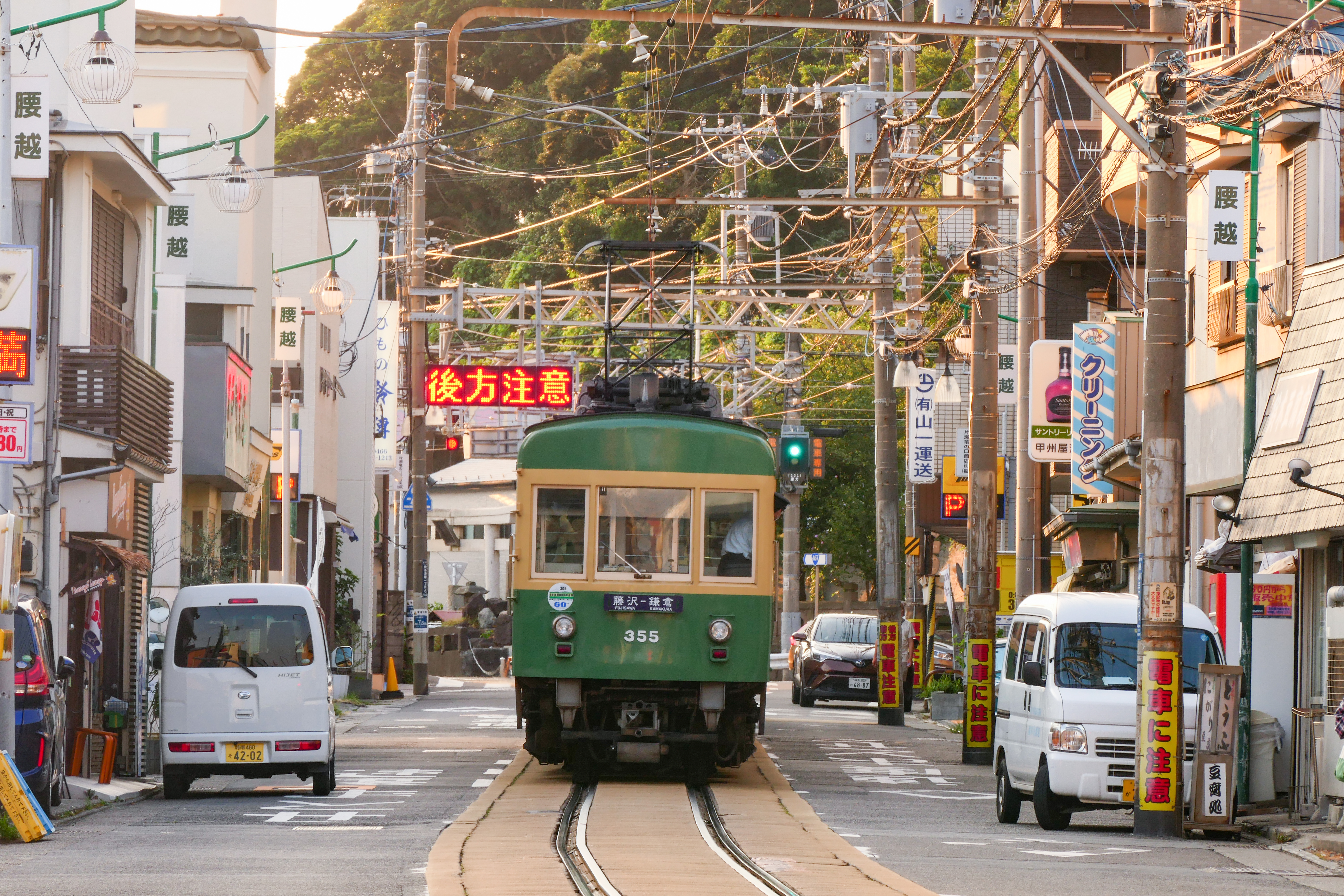
江ノ島 - 腰越間の併用軌道区間。道路の中央に軌道が通っている。電車前方右側には、遠方信号機が進行現示を出していることが覗えるが、この信号機は国道467号線歩道上に建植されている。
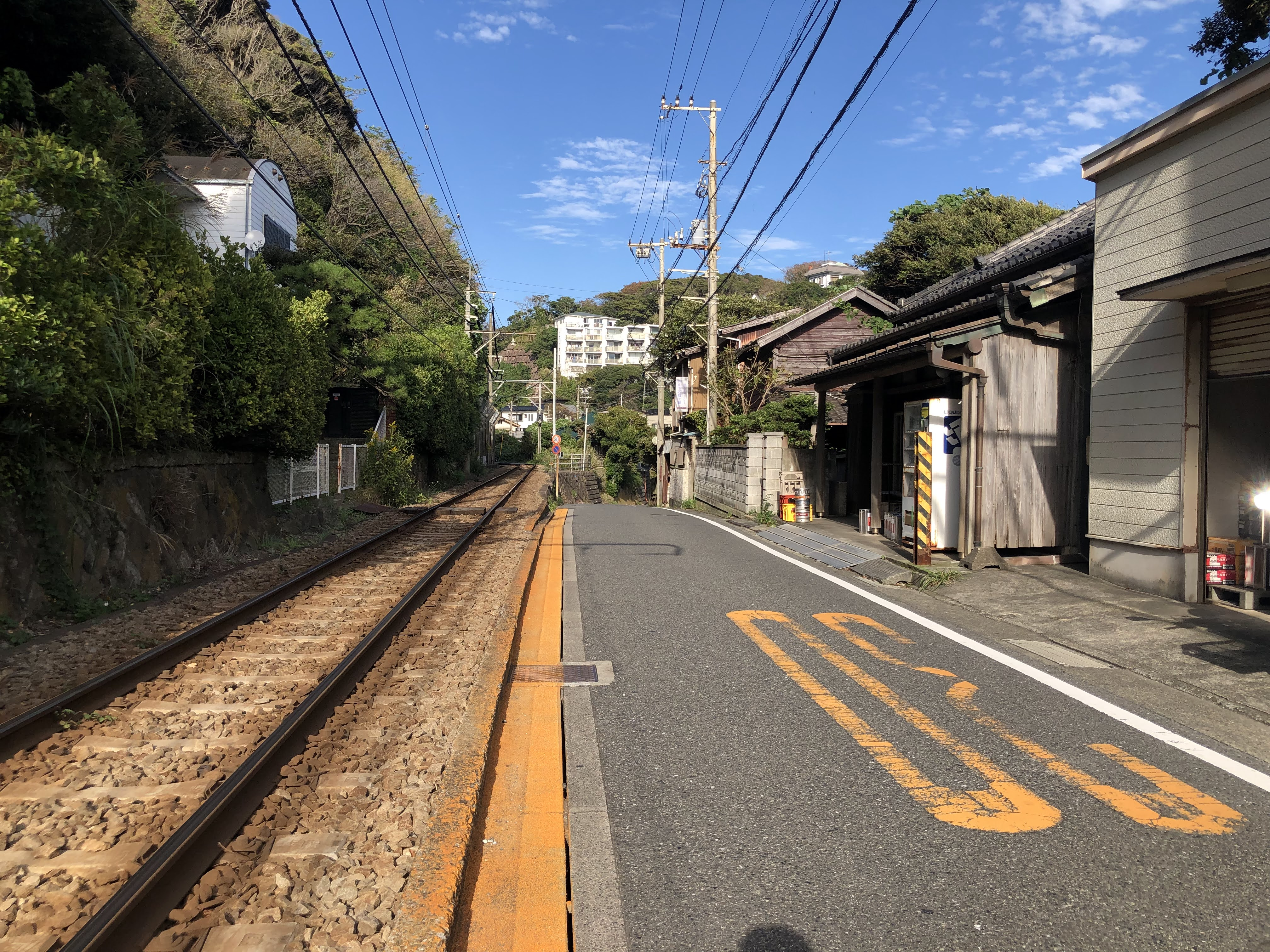
稲村ヶ崎付近の併用軌道区間。道路の片側に専用のバラスト軌道が通っているが、実はここも併用軌道。

### 未成線
- 懸垂式鉄道線
  - 現在の江ノ島駅に近い片瀬海岸東浜から境川河口部を渡り江の島へ至る、総延長44 C（約890 m）[35]の海上ロープウェイ計画とみられる[36][注釈 7]。後に権利譲渡[12]、計画放棄された。
- 茅ヶ崎・辻堂・鵠沼線
  - 大船から鵠沼、辻堂を経て茅ヶ崎へ至る路線[37]。破綻した別会社から事業を引き継ぎ、このうち辻堂 - 辻堂海岸と鵠沼 - 茅ヶ崎は一部着工された[38]。
- 江の島・大船線
  - もともと鵠沼 - 大船の計画であった計画線が変更されたもの[39]。他事業者へ権利譲渡後[40]、いったん放棄されたが、のちに湘南モノレールとして実現[36]。
  - 権利譲渡後、戦後まもなく江ノ島から（おそらく神奈川県道304号に沿う形で）腰越、深沢を経て大船に至る路線、藤沢から深沢を結ぶ支線の新規2路線が計画され、実際に免許申請したという資料が残っている[41]。

### 車両

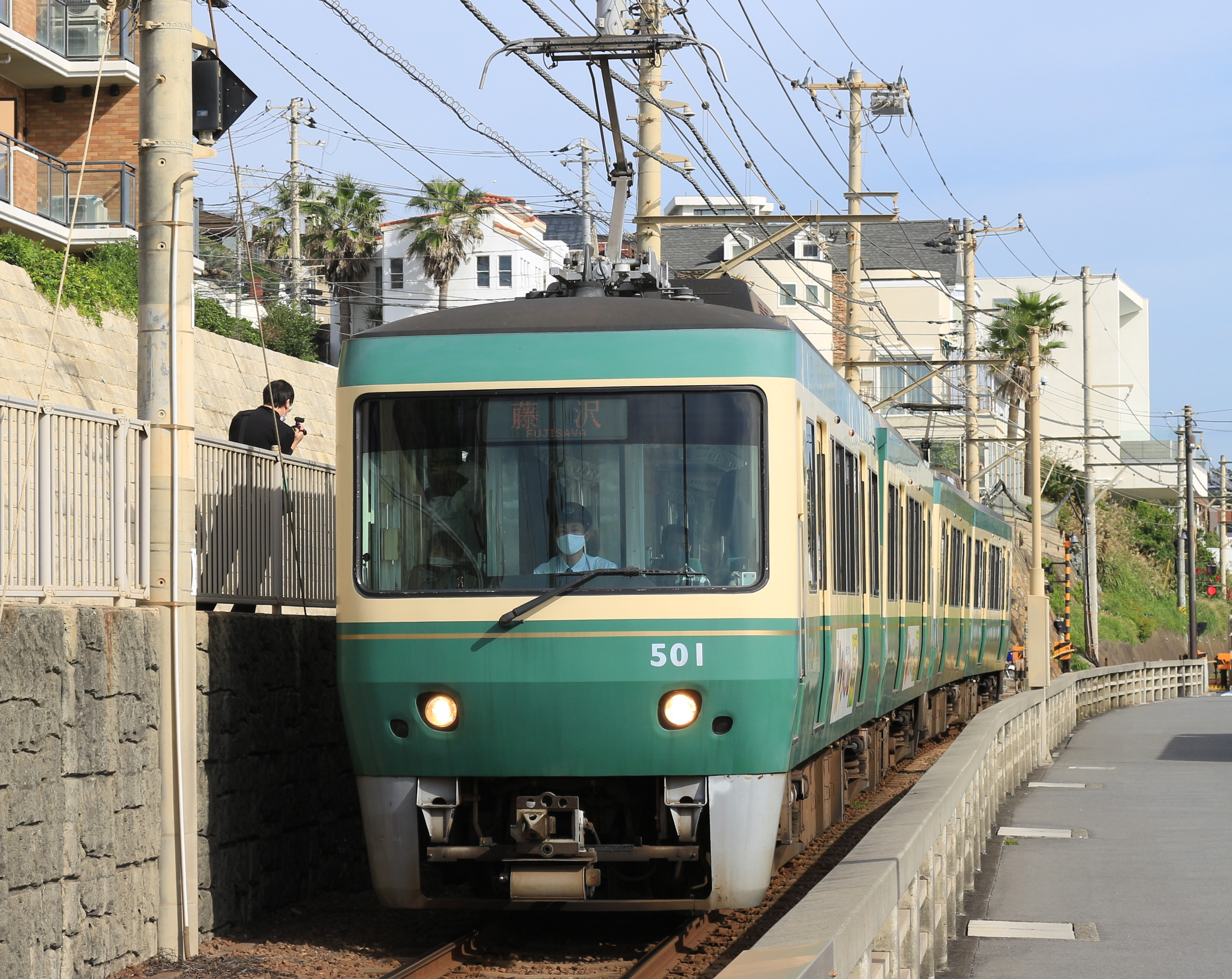
最新車両の500形

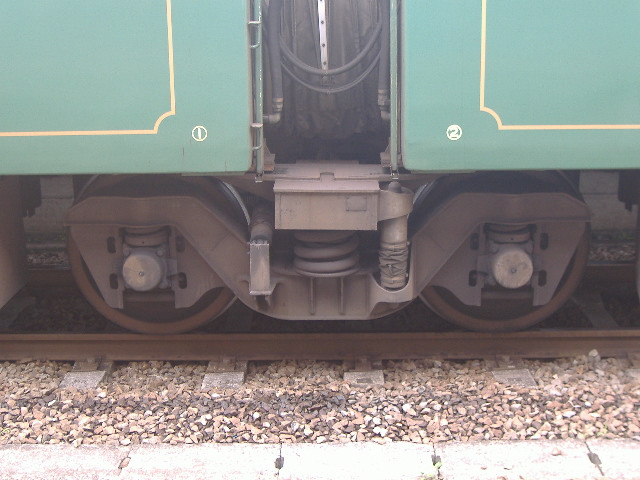
連節台車

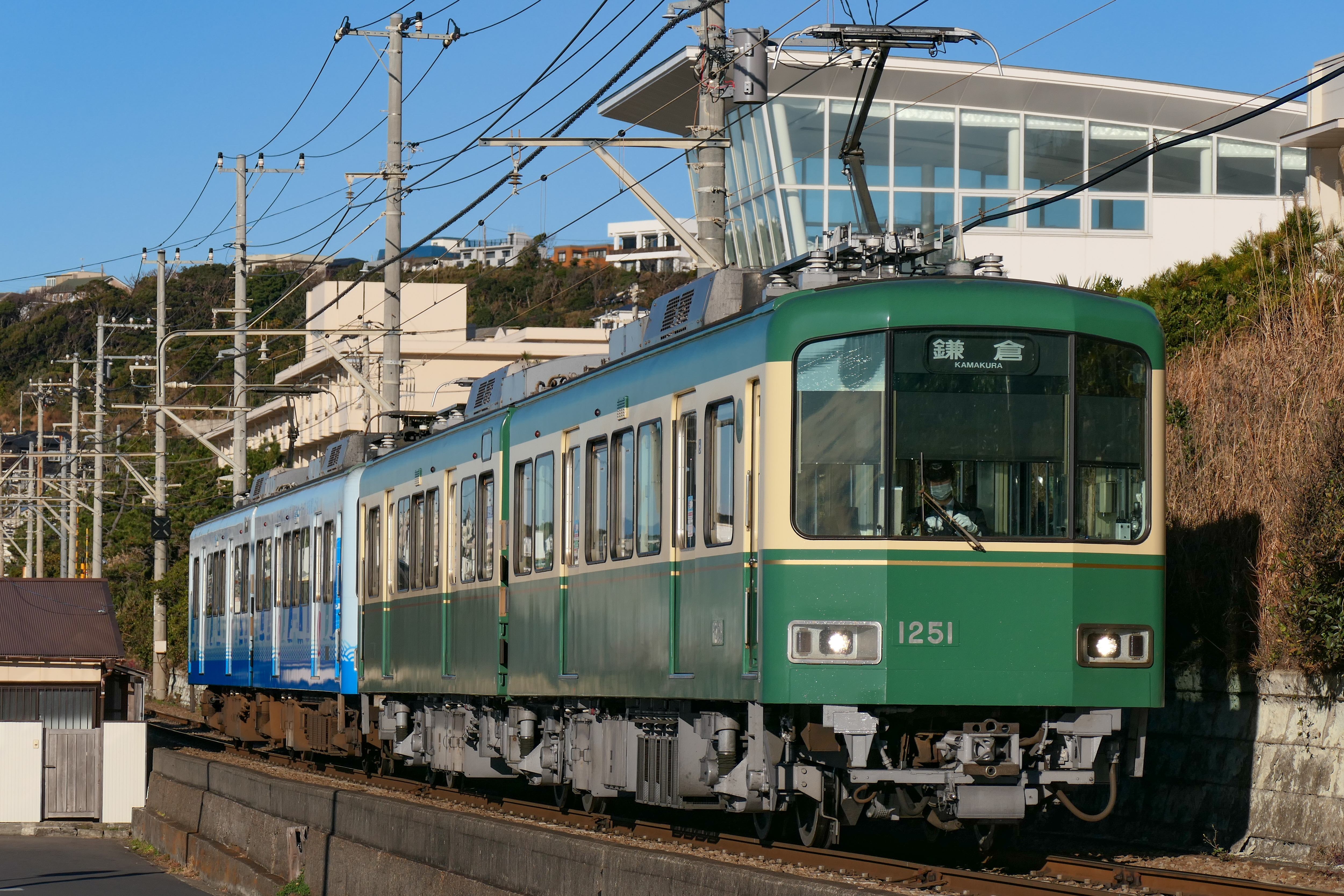
日本の1,067 mm軌間の鉄道線で最後の新造吊り掛け車・1201F

現存する車両の特色としては、すべての編成が2両1組の連接車であり、これを単編成の2両編成、もしくは2編成をつなげた4両編成で運行されている。それ以外にも通勤通学から観光需要まで受け持つ路線の性格や運用上、車両に求められる物は多く、その特殊性から現有車はすべて自社発注車であり、東横車輛電設（現・東急テクノシステム）で製造された300形305編成をのぞき、すべてが東急車輛製造製（現・総合車両製作所）である。なお、車両の呼称にあっては、小田急電鉄や京急電鉄と同じく「形（がた）」であり、系（けい）ではない。
足回りの大規模更新や機器流用、製造当時では既に旧式となっていた機器類を採用する例も多い。ただしほとんどの編成にLCD車内案内表示器や車椅子スペースが完備されるなど車内については近代化が進んでいる。
軌道時代の名残りや併用区間での視界確保のため、最新車両に至るまで中央運転台方式を踏襲している。数少ない例外としては、東急玉川線からの転入車で左運転台式の600形（旧東急デハ80形を改造改番）が挙げられる。
機器面については、最古参の305編成は、集電装置が菱形パンタグラフ式で、マスター・コントローラーは左が力行・右が制動のツーハンドル式、その他の車両は集電装置がシングルアームパンタグラフ式で、マスター・コントローラーが右手操作のワンハンドル式である。また、いずれの車両も総括制御が可能であることに加えて、ブレーキが電気指令式で統一されているため、ワンマン装置が設置されている車両を除き形式間の区別無く連結して編成を組むことができる。
305編成は車長が短いため（他車に比べ編成あたり△1.3 m）繁忙期には車庫で休む傾向が多い。同編成は機器面では中空軸平行カルダン駆動方式で、冷房装置も搭載して一応の近代化がなされているが、車内においては鋼製車体と木張りの床の組み合わせにバス窓を備えた前世代的な車両であり、現役最後の旧世代車両ということもあり人気を博しており、広報やグッズでも最新車両の500形や最多数の1000形を差し置いて大きくプッシュされている。
1000形1001, 1002, 1101, 1201各編成（1979年 - 1983年製）は、駆動方式が製造当時新造の旅客車においてはすでに廃れていた吊り掛け式であり、特に1201編成は現状1,067 mmゲージの普通鉄道用の電車では、同方式を採用した日本国内向け最後の新造車両である。なお、1001編成と1002編成は、1980年に中小私鉄としては初めてブルーリボン賞を受賞している。
1000形系列と305編成の室内冷気排出口に設置してある、ステンレス製の冷気調整蓋は、JR東日本から113系電車の発生品を譲り受け装備したものである。
車両の新旧に関わらず、現在ではすべての編成に英語放送付きの自動放送装置（運用はされていないが、中国語や韓国語放送も可能）が設置されている。現在設置されている自動放送装置は音声合成式で、腰越駅でのドアカットや途中駅での増解結・車両交換についても英語放送が行われる。
1982年に300形と旧500形をサンオイルの広告電車としてブロンズ色塗装にしたのをきっかけに、車体全面を塗装やラッピングした広告電車が数多く登場している（契約終了後も塗装車は全般検査まで広告主のカラーリングで運行）。ただし、広告自体は、鎌倉市の屋外宣伝広告物に対する条例に拠る規制で、腰板部分に限っての掲示となる。

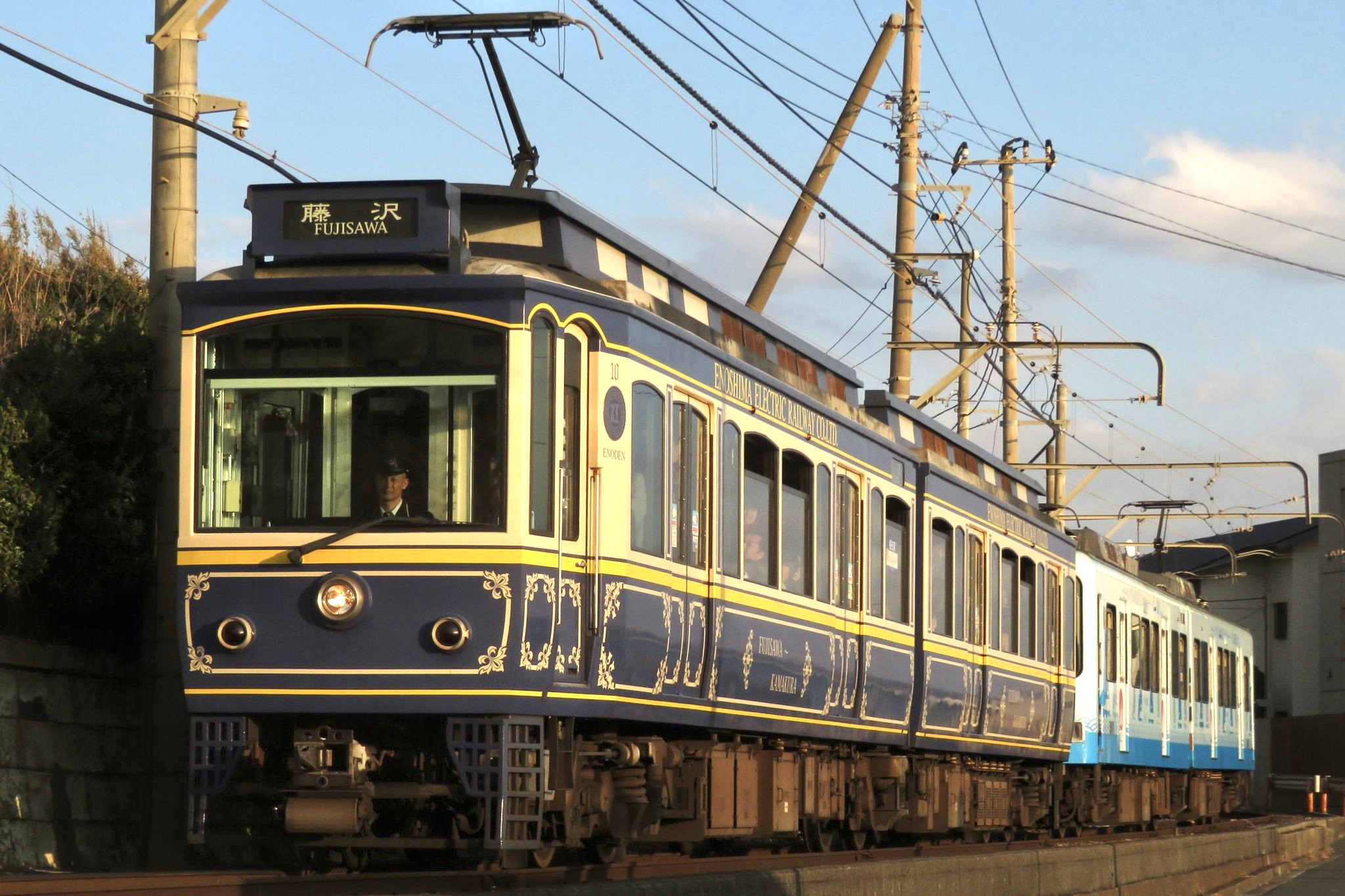
開業95年を記念して造られた「レトロ車両」10形

中規模の鉄道会社ではあるが、洗車機を持たずに手洗い洗車で対応している。これは下水施設など行政の遅れで洗車機が設置できないという事情もあるが、環境面も考え水道水や環境型洗剤だけによる手洗い洗車で対応しているためでもある。

#### 現有車両
- 300形
- 1000形
- 2000形
- 10形
- 20形
- 500形

付番法則としては、3ケタ以上の系列の場合は鎌倉方が系列+50（1000形の場合は1050形）となるが、2ケタ形式（10・20形など）は鎌倉方が系列+40と変則的になる。

#### 導入予定の車両
- 700形 - 2026年度導入予定[42]

#### 過去の車両
*を付したものは保存車が現存する車種。
- 1形
- 2形
- 100形*
- 200形
- 旧500形*[注釈 11]
- 600形*
- 800形*
- 納涼電車

### 姉妹提携・連携協定

#### 嵐電との姉妹提携
2009年10月14日より京福電気鉄道（嵐電）と姉妹提携している。これは、京福が開業100年、江ノ電が全通100年を翌年に迎えるのを記念し、同じ古都を走る路面区間を持つ鉄道会社同士ということで始まったもので、日本国内の鉄道会社同士がこの様な姉妹提携を締結するのは初めてのことである。なお、あくまでも誘客などの営業的な提携に過ぎず、資金面や業務的な提携ではない。

#### 台湾の鉄道との連携協定

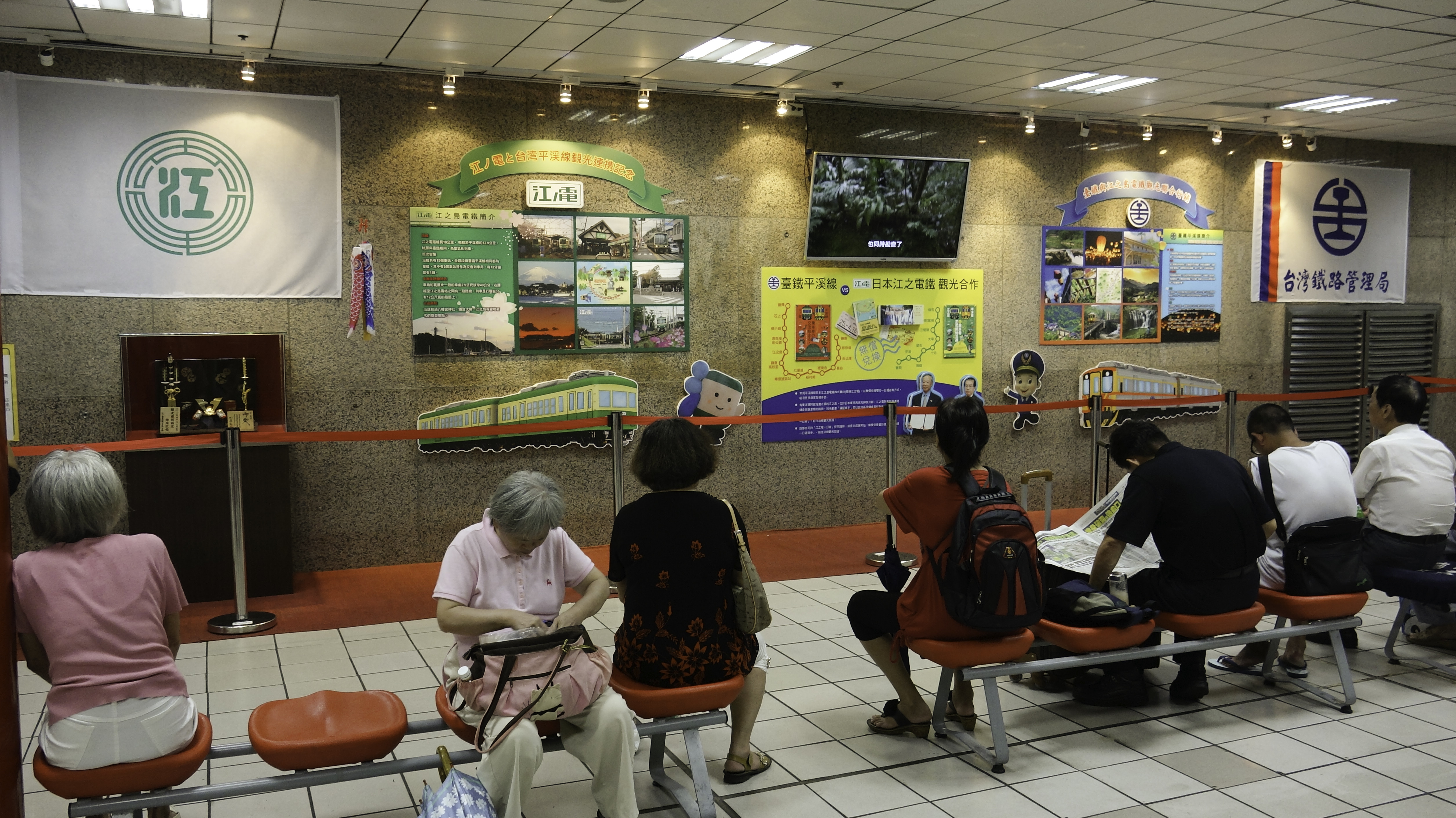
江ノ電と台鉄平渓線との共同送客を伝える展示（台湾・台北駅コンコース）

2013年4月23日に台湾鉄路管理局と観光連携協定を締結し、一方の使用済乗車券を掲示する客にもう一方の未使用乗車券を無償提供するキャンペーンを2016年まで行った。これをふまえ、翌2014年7月には台湾観光協会や江ノ島電鉄、チャイナエアライン、神奈川県の4者が観光促進協定に調印した。2016年3月15日には台湾鉄路管理局と友好鉄道協定を締結し、同年5月1日から2018年3月31日まで、相手方の使用済み一日乗車券との引き換えで沿線施設等の特典付ガイドブックを配布するサービスを実施した。
2016年6月には同様の観光連携協定を高雄捷運公司と締結し、相手方使用済み乗車券と前述のガイドブックの交換サービスを7月15日より開始し、また、同月14日より7月末まで高雄捷運駅構内では「好きです江ノ電」の到着メロディと日本語での案内放送を流した。

### 運賃
大人普通運賃（小児半額・10円未満切り上げ。以下1日乗車券なども特記なければ同様）。ICカード・きっぷ共に同額。2019年10月1日改定。
| キロ程 （km） | 運賃 （円） |
| ------------- | ----------- |
| 1 - 2         | 200         |
| 3 - 4         | 220         |
| 5 - 7         | 260         |
| 8 - 10        | 310         |

1日乗車券
- のりおりくん（800円）
- 鎌倉フリー環境手形（900円）

江ノ電のほか、周辺の江ノ電バスと京急バスが利用できる。

## 観光業

### 江の島シーキャンドル（展望灯台）・江の島エスカー

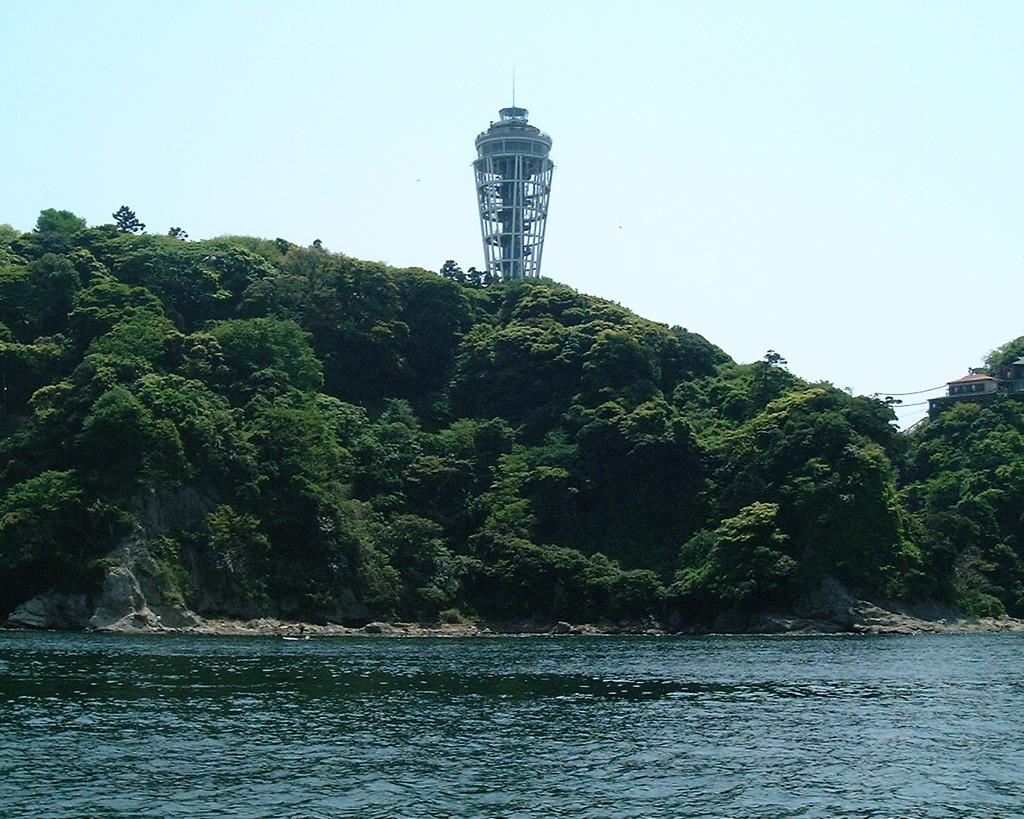
遊覧船上から見た江の島シーキャンドル（展望灯台）と江の島（2009年5月2日）

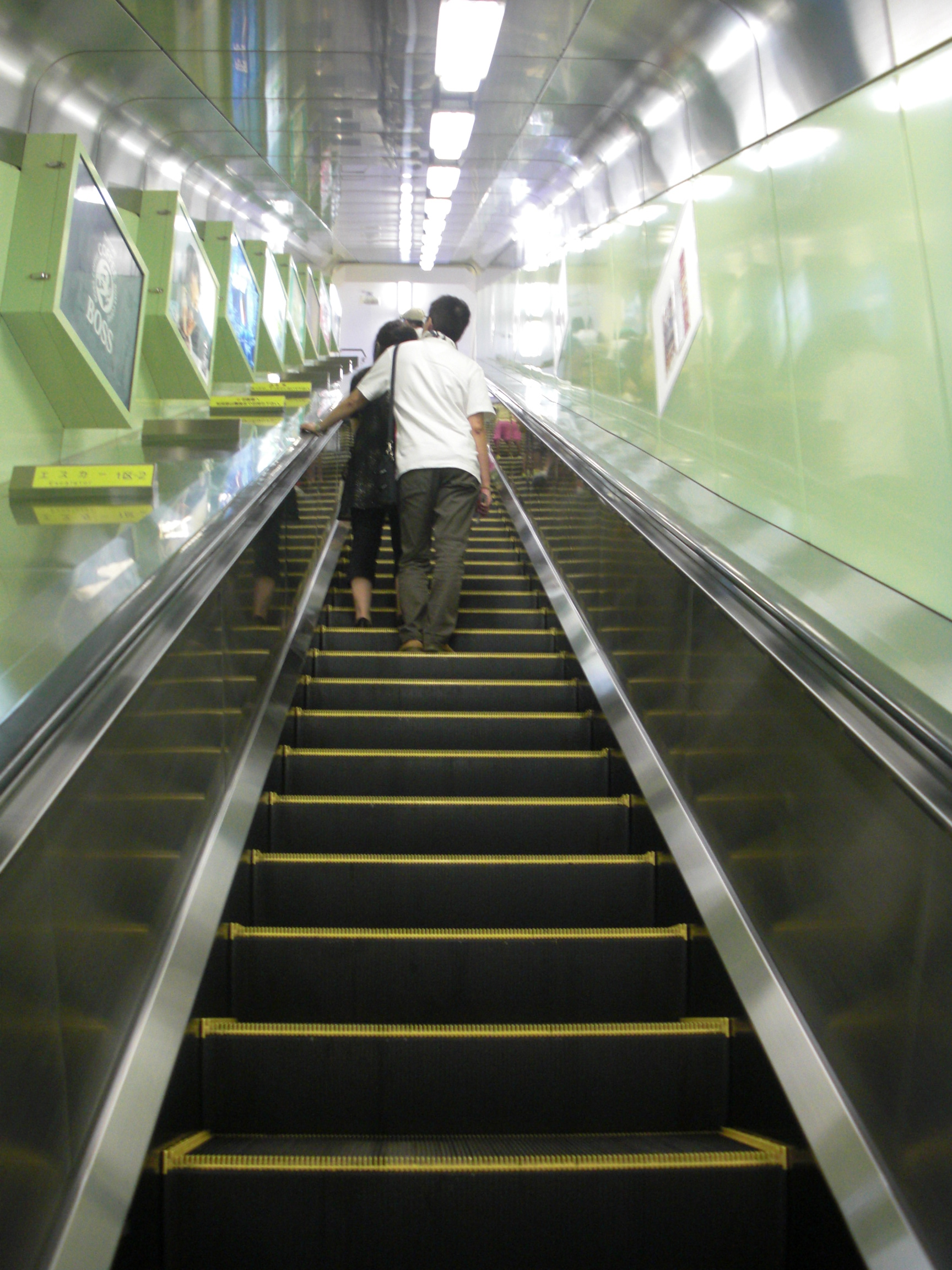
江の島エスカー（2010年9月18日）

江の島シーキャンドルおよび江の島エスカーは、江ノ島電鉄が所有・経営する、江の島の島内にある展望灯台および上りのみの屋外エスカレータである。
江の島シーキャンドルは高さ59.8 m（海抜119.6 m）で、2003年に旧灯台を建て替えたものである。光到達距離は23.0海里（約46 km）で民間灯台としては日本国内最大級である。第48回神奈川建築コンクールにおいて一般建築部門奨励賞受賞を受賞した。中にはカフェショップ、グッズショップ、藤沢市郷土資料館がある。毎日、日没後にライトアップが行われており、これはアジア初の省エネ高照度LEDによるものである。周辺は江の島サムエル・コッキング苑となっている。休日などは音楽ライブなどのイベントもよく行われている。以前の展望灯台は、読売新聞社が読売遊園（戦後二子玉川園に改名）に建てた戦時中のパラシュート練習塔を移設改修したものであった。
江の島エスカーは、1959年に開業した日本国内初のもので、高低差46mを4連で結ぶ。全長は106m。1連目と2連目が「1区」、3連目が「2区」、4連目が「3区」と呼ばれ、2区もしくは3区からの利用も可能である。また、1区出口と2区入口は少し離れており、辺津宮に立ち寄ることも可能である。所要時間は4分（看板には5分とある）。有料。知らない人にはロープウェイか何かのように誤解されることも多く、エスカーを乗り場へのエスカレータだと思い込んでしまう者も多く、また有料だということを不思議がる者もいる。なお、エスカーを利用せず参道を登ることも可能である。北緯35度18分02秒 東経139度28分50秒 / 北緯35.300517度 東経139.480445度

### サムエルコッキング苑
藤沢市と共同で江の島サムエル・コッキング苑を運営している。

### その他
江の島島内で、江の島ゆうひ茶屋（スタンド飲食）、片瀬海岸で駐車センター（江ノ電駐車センター）、イタリアンレストランのiL CHIANTI CAFEを営業している。
江ノ電駐車センターの駐車5時間と大人2名の江ノ島電鉄線江ノ島 - 鎌倉乗り放題をセットにした「江の島パーク&レールライド」を発売している（7月・8月は発売停止）。

## オリジナルグッズ販売
オリジナルグッズの製作販売にも力を入れており、模型や文具はもちろん、ミネラルウォーターや衣料品、クッキー・パンなどの食料品にも至る品揃えがあり、さらに社外においても『江ノ電』ブランドにこだわった衣料・食品・玩具・文具など多数の品物が存在し、鎌倉宮など鎌倉市内の社寺では『江ノ電お守り』まで販売しているほどである。また、2008年7月から9月までの期間限定で江ノ電史上初となる駅弁も販売された。
オリジナルグッズの専門店「江ノ電グッズショップ」が鎌倉駅・江ノ島駅・藤沢駅にあり、傍系の江ノ電エリアサービス（旧・江ノ電商事）がネットショップも立ち上げている。また、各地の鉄道展などで客寄せの一番候補としてグッズショップを展開することもあり、関西方面でも実績がある。
他の企業とのコラボ商品も多く、その数は他の鉄道事業者の追随を許さないほどである。

## 江ノ電を題材とした作品
テレビドラマ
- 小さな運転士 最後の夢 - 前述の拡張型心筋症の少年を巡る江ノ電の話。
- ウルトラマンティガ46話「いざ鎌倉!」 - 怪獣が母親とはぐれ、鳴き声と酷似した江ノ電の警笛に呼び寄せられ鎌倉に上陸。その後江ノ島電鉄が車両を1編成提供し、警笛を発した江ノ電を上空に先導させることで怪獣を宇宙に返した。
- 渡瀬恒彦の十津川警部シリーズ48江ノ電に消えた女〜十津川警部への挑戦状〜（2012年10月22日、月曜ゴールデン・TBSテレビ）
- 最後から二番目の恋シリーズ - 小泉今日子演ずるヒロインが、江ノ電沿線に転居する事から物語が始まり、劇中舞台に江ノ電の車内や駅前、踏切が度々登場する。

テレビアニメ
- SLAM DUNK - 江ノ電沿線の高校バスケ部が舞台になっており、オープニングで江ノ電の車両が通過する鎌倉高校前1号踏切が登場し、同作の国際的なヒットにより世界的な観光名所になっている。
- ハナヤマタ - 江ノ電沿線が舞台になっており、オープニングで江ノ電の車両が登場している。また、2014年にはコラボイベントが実施され20形22編成がヘッドマークを付けていた。
- 青春ブタ野郎はバニーガール先輩の夢を見ない - 江ノ電沿線の高校が舞台になっており、江ノ電の車両や駅ホームが重要な物語展開の舞台として登場している。

ゲーム
- 電車でGO! 旅情編 - 江ノ電を運転するシミュレーション。
- シルバーレイン - PBWだが、300形の一部が私立の小中高一貫校所有で主に小中高一貫校に入学および転入生専用車両として運用する設定で登場。

書籍
- 絵本「うみのでんしゃ ぼくらの江ノ電」（小峰書店）ISBN 4338006129
- 絵本「はしれ江ノ電 ひかりのなかへ」（PHP研究所）ISBN 4569681980 - 前述の拡張型心筋症の少年を巡る江ノ電の話。
- 小説「鎌倉江ノ電殺人事件」（西村京太郎、徳間書店）
- 小説「電車で行こう」（豊田巧、集英社）
- 小説「鎌倉ものがたり」

音楽
- 田村隆一:詩/平田陽子:曲「夜の江ノ電」
- 「MOTOR MAN 江ノ電」(SUPER BELL''Z) - 2003年発売のアルバム『MOTO(e)R MAN 江ノ電&陸羽東線』に収録。
- 『サーフ ブンガク カマクラ』(ASIAN KUNG-FU GENERATION) - 2008年 発売のアルバム。すべての曲名に江ノ電の駅名が入っている。
- サザンオールスターズ - 多数の楽曲に江ノ電や駅周辺が歌われている。
- 小川コータ&とまそん:曲「江ノ電ノート」。5thアルバム『宵街SUNSET』に収録。
- 『鎌倉高校前〜江ノ電から見える風景〜』（渡辺大地） - すべての曲名に神奈川県鎌倉市にある江ノ電の駅名が入っている。
- 『あったかいんだからぁ♪』（クマムシ） - シングル盤のジャケットに鎌倉高校前1号踏切を新500形が通過している写真が用いられている。

## 労働組合
有価証券報告書によれば、労働組合の状況は以下の通り。
| 名称               | 上部組織                 |
| ------------------ | ------------------------ |
| 江ノ島電鉄労働組合 | 日本私鉄労働組合総連合会 |